# Coppa delle Coppe 1976-1977 (hockey su pista)
La Coppa delle Coppe 1976-1977 è stata la 1ª edizione dell'omonima competizione europea di hockey su pista riservata alle squadre di club. Il torneo ha avuto inizio il 5 marzo e si è concluso il 18 giugno 1977. Il titolo è stato conquistato dai portoghesi dell'Oeiras per la prima volta nella loro storia sconfiggendo in finale gli spagnoli dell'Arenys de Munt.

## Squadre partecipanti
| Nazione    | Club           | Città          | Qualificazione                                |
| ---------- | -------------- | -------------- | --------------------------------------------- |
| Belgio     | Royal Sunday   | Bruxelles      | 2º nel campionato belga 1976                  |
| Francia    | Gujan-Mestras  | Gujan-Mestras  | 2º nel campione francese 1976                 |
| Italia     | Novara         | Novara         | Detentore Coppa Italia 1976                   |
| Portogallo | Oeiras         | Oeiras         | Finalista in Coppa del Portogallo 1976        |
| Spagna     | Arenys de Munt | Arenys de Munt | Semifinalista in Coppa del Generalissimo 1976 |
| Svizzera   | Basilea        | Basilea        | Detentore Coppa di Svizzera 1976              |

## Risultati

### Primo turno
| Squadra 1      | Totale | Squadra 2     | Andata | Ritorno |
| -------------- | ------ | ------------- | ------ | ------- |
| Arenys de Munt | 12 - 8 | Royal Sunday  | 7 - 5  | 5 - 3   |
| Novara         | 21 - 7 | Basilea       | 15 - 1 | 6 - 6   |
| Oeiras         | 24 - 8 | Gujan-Mestras | 18 - 5 | 6 - 3   |

### Quarti di finale
| Squadra 1 | Totale | Squadra 2 | Andata | Ritorno |
| --------- | ------ | --------- | ------ | ------- |
| Oeiras    | 10 - 8 | Novara    | 5 - 4  | 5 - 4   |

### Semifinali
| Squadra 1 | Totale  | Squadra 2      | Andata | Ritorno |
| --------- | ------- | -------------- | ------ | ------- |
| Novara    | 10 - 12 | Arenys de Munt | 6 - 6  | 4 - 6   |

### Finale
| Squadra 1      | Totale | Squadra 2 | Andata | Ritorno         |
| -------------- | ------ | --------- | ------ | --------------- |
| Arenys de Munt | 6 - 6  | Oeiras    | 4 - 2  | 2 - 4 (2-3 dtr) |

#### Andata
| Arenys de Munt 4 giugno 1977 | Arenys de Munt | 4 – 2 | Oeiras |  |

#### Ritorno
| Oeiras 18 giugno 1977                        | Oeiras               | 4 – 2 (d.t.s.) | Arenys de Munt |  |
| \| \| \| \| \| \| Tiri di rigore 3 – 2 \| \| |                      |                |                |  |
|                                              |                      |                |                |  |
|                                              | Tiri di rigore 3 – 2 |                |                |  |